# قهرمان واقعی (فیلم)
قهرمان واقعی (انگلیسی :Poster torn, out came a hero، یا پوستر رو پاره کن و قهرمان واقعی باش فیلمی کمدی، اکشن بالیوودی به کارگردانی راجکومار سانتوشی است که در سال ۲۰۱۳ اکران شد. بازیگران این فیلم شاهد کاپور و الینا دکروز هستند.این فیلم عملکردی متوسط در گیشه داشت.

## داستان
ویشواس راو(شاهد کاپور) از یک منطقه کوچک به بمبئی می‌آید تا هنرپیشه شود. روزی او در حین تمرین نقش یک پلیس به‌طور تصادفی و در یک عملیات واقعی جان یک گروگان را نجات می‌دهد، بعد از چاپ عکس او در روزنامه مادرش که همیشه آرزوی پلیس شدن او را داشته است عکس را می‌بیند و برای دیدن او به بمبئی می‌رود او برای ناامید نکردن مادرش در حین حضور او نقش یک پلیس را بازی می‌کند و چندین مرتبه با خلافکاران واقعی درگیر می‌شود. اما در هنگام فیلمبرداری مادرش سر می‌رسد و متوجه می‌شود او واقعاً پلیس نیست برای همین دچار شوک می‌شود. پدر ویشواس یک پلیس فاسد بوده است که سال‌ها پیش مرده است و مادرش برای همین آرزو داشته است پسرش یک پلیس درستکار شود، برای همین او دچار شوک شده است.
باند خلافکاران بعد از کارهای او دنبال این پلیس تقلبی می‌گردند و پس از یافتن ویشواس او را تحت فشار می‌گذارند تا عضوی از آن‌ها شود. او باهماهنگی رئیس پلیس به عنوان مأمور مخفی وارد باند آن‌ها می‌شود و در نهایت او می‌فهمد ناپولئون همان پدر اوست و واقعاً نمرده است و حالا خلافکار بزرگی شده است. در پایان ویشواس خلافکاران را شکست می‌دهد و مدال شجاعت دریافت می‌کند و بازیگری را کنار می‌گذارد و پلیس می‌شود.

## بازیگران
- شاهد کاپور در نقش ویشواس راو
- ایلیانا دی‌کروز در نقش کاجل
- پادمینی کولاپوری در نقش مادر ویشواس
- دارشان جاریوالا در نقش کمیسر
- راجیو خاندلوال در نقش کونال
- سراب شوکلا در نقش گونداپا داس
- سانجی میشرا در نقش جوگی بهای
- ذاکر حسین در نقش مأمور گورپاده
- ماکش تیواری در نقش ناپلئون، پدر ویشواس
- سلمان خان حضور افتخاری
- نرگس فخری[۲]

## موسیقی
| ردیف | آهنگ                                       | خواننده(ها)                                      | زمان |
| ---- | ------------------------------------------ | ------------------------------------------------ | ---- |
| ۱    | "Tu Mere Agal Bagal Hai"                   | میکا سینگ                                        | ۴:۲۵ |
| ۲    | "Main Rang Sharbaton Ka"                   | عاطف اسلم و Chinmayi Sripaada                    | ۴:۲۶ |
| ۳    | "Hey Mr. DJ"                               | Benny Dayal, Shefali Alvares & Shalmali Kholgade | ۴:۲۲ |
| ۴    | "Mere Bina Tu" (duet version)              | راحت فتح علی خان و Harshdeep Kaur                | ۴:۲۳ |
| ۵    | "Dhating Naach"                            | Nakash Aziz & Shefali Alvares                    | ۳:۱۰ |
| ۶    | "Janam Janam"                              | عاطف اسلم                                        | ۴:۴۸ |
| ۷    | "Main Rang Sharbaton Ka" (reprise version) | آرجیت سینگ                                       | ۴:۳۸ |
| ۸    | "Janam Janam" (reprise version)            | سونیدهی چوهان                                    | ۳:۰۶ |
| ۹    | "Mere Bina Tu"                             | راحت فتح علی خان                                 | ۴:۱۱ |
| ۱۰   | Janam Janam" (sad version)                 | عاطف اسلم                                        | ۱:۴۵ |